# Praia de Itaipu
Praia de Itaipu är en strand i Brasilien.   Den ligger i delstaten Rio de Janeiro, i den sydöstra delen av landet, 900 km sydost om huvudstaden Brasília. Praia de Itaipu ligger vid sjön Lagoa de Piratininga.